# قطعنامه ۳۰۳ شورای امنیت
قطعنامه ۳۰۳ شورای امنیت سازمان ملل متحد که در تاریخ ۰۶ دسامبر ۱۹۷۱ تصویب شد، سندی بین‌المللی دربارهٔ وضعیت در شبه‌قارهٔ هند-پاکستان است. این قطعنامه طی نشست ۱٬۶۰۸ام
با ۱۱ موافق،۰ مخالف و۴ ممتنع تصویب شد.